# 2013 Тукапель
2013 Тукапель (2013 Tucapel) — астероїд головного поясу, відкритий 22 жовтня 1971 року.
Тіссеранів параметр щодо Юпітера — 3,554.